# Centaurea ducellieri
Centaurea ducellieri là một loài thực vật có hoa trong họ Cúc. Loài này được Batt. & Trab. mô tả khoa học đầu tiên năm 1918.